# Nati nel 1551
| Questa pagina contiene informazioni ricavate automaticamente dalle voci biografiche con l'ausilio del template Bio e di un bot. L'aggiornamento è periodico e automatico e ricostruisce completamente la pagina. Se manca una persona in questa lista, sei pregato di non aggiungerla, ma accertati piuttosto che la sua voce biografica contenga il template Bio e che i dati anagrafici siano correttamente compilati. Se il template Bio manca, inseriscilo tu stesso o, in alternativa, metti l'avviso {{tmp\|Bio}} che ne segnala la mancanza. Se i dati riportati sono sbagliati, correggi direttamente la voce biografica; le modifiche saranno visibili in questa lista entro pochi giorni. Per chiarimenti vedi il progetto biografie. La lista contiene solo le 58 persone che sono citate nell'enciclopedia e per le quali è stato implementato correttamente il template Bio. Pagina aggiornata al 18 mag 2025. |

## Gennaio(3)
- 1º gennaio - Fausto Veranzio, letterato, filosofo e storico dalmata († 1617)
- 17 gennaio - Minuccio Minucci, arcivescovo cattolico italiano († 1604)
- 26 gennaio - Leonardo Mocenigo, politico italiano († 1627)

## Marzo(3)
- 9 marzo - Alessandro Alberti, pittore italiano († 1596)
- 21 marzo - Maria Anna di Baviera, principessa († 1608)
- 28 marzo - Giulio Sansedoni, vescovo cattolico italiano († 1625)

## Aprile(2)
- 20 aprile - Carlo Gonzaga, nobile italiano († 1614)
- 30 aprile - Jacopo Chimenti, pittore italiano († 1640)

## Maggio(1)
- 17 maggio - Martin Delrio, umanista e teologo fiammingo († 1608)

## Giugno(1)
- 19 giugno - Domenico Ginnasi, cardinale e arcivescovo cattolico italiano († 1639)

## Luglio(2)
- 7 luglio - Bonviso Bonvisi, cardinale e arcivescovo cattolico italiano († 1603)
- 22 luglio - Jean Héroard, medico, veterinario e anatomista francese († 1628)

## Settembre(2)
- 6 settembre - Aoyama Tadanari, militare giapponese († 1613)
- 19 settembre - Enrico III di Francia, re († 1589)

## Ottobre(3)
- 8 ottobre - Giulio Caccini, compositore e cantore italiano († 1618)
- 26 ottobre - Charlotte de Sauve, nobildonna francese († 1617)
- 28 ottobre - Ludovico III de Torres, cardinale e arcivescovo cattolico italiano († 1609)

## Novembre(1)
- 11 novembre - Giovanni I Corner, doge († 1629)

## Dicembre(1)
- 27 dicembre - Innocenzo Martini, pittore italiano († 1623)

## Senza giorno specificato(39)
- Giovanni Agostino Adorno, religioso italiano († 1591)
- Enrico d'Angoulême, duca francese († 1586)
- Beltrán de la Cueva, politico spagnolo († 1612)
- Luigi Benfatto, pittore italiano († 1611)
- Michele II Bonelli, militare italiano († 1604)
- Fabrizio Branciforte, nobile e politico italiano († 1624)
- Philippe Canaye, giurista francese († 1610)
- Girolamo Canini, linguista e presbitero italiano († 1631)
- Eugenio Cattaneo, vescovo cattolico italiano († 1608)
- Scipione Cerreto, teorico musicale, compositore e liutista italiano († 1633)
- John de Critz, pittore fiammingo († 1642)
- Filippo Ferrari, cosmografo, matematico e teologo italiano († 1626)
- Maggino Gabrielli, imprenditore e inventore italiano
- Anastasio Germonio, arcivescovo cattolico, giurista e diplomatico italiano († 1627)
- Giobbe di Počaïv, monaco cristiano ucraino († 1651)
- Ğazı II Giray († 1607)
- Juan Jiménez de Montalvo, spagnolo
- Nikolaus Leuw, politico, condottiero e agricoltore svizzero († 1612)
- Alessandro Luzzago, teologo, filosofo e educatore italiano († 1602)
- Agnese di Mansfeld-Eisleben, nobile tedesco († 1637)
- Mōri Motokiyo, militare giapponese († 1597)
- Giovanni Battista Natolini, tipografo e scrittore italiano († 1609)
- Maddalena di Neuenahr-Alpen, nobile tedesco († 1626)
- Pietro Paolo Olivieri, scultore e architetto italiano († 1599)
- Cinzio Passeri Aldobrandini, cardinale e mecenate italiano († 1610)
- Antoine de Paule, militare francese († 1636)
- Lelio Pellegrini, letterato e filosofo italiano († 1602)
- Frances Radclyffe, nobildonna inglese († 1602)
- Manuel Rodríguez, teologo portoghese († 1619)
- Francisco Sanches, medico, filosofo e matematico portoghese († 1623)
- Ercole Sassonia, medico italiano († 1607)
- Adolfo di Schwarzenberg, militare e nobile austriaco († 1600)
- Giulio Thiene, nobile († 1619)
- Toki Sadamasa, militare giapponese († 1597)
- Maria van Utrecht, nobildonna olandese († 1629)
- Tiburzio Vergelli, scultore italiano († 1609)
- Lazare Zetzner, editore e tipografo francese († 1616)
- Juan de Zúñiga y Avellaneda, nobile spagnolo († 1608)
- Diego de Torres y Bollo, gesuita spagnolo († 1638)